# Canosa di Puglia
Canosa di Puglia ist eine italienische Gemeinde mit 27.701 Einwohnern (Stand 31. Dezember 2023) in der Provinz Barletta-Andria-Trani und der Region Apulien. Die Gemeinde gibt dem Rotwein Rosso Canosa ihren Namen.

## Geografie
Canosa liegt an den Abhängen der „Murge“ in der Nähe des Flusses Ofanto.
Die Nachbargemeinden sind Andria, Barletta, Cerignola (FG), Lavello (PZ), Minervino Murge und San Ferdinando di Puglia.

## Geschichte

### Antike

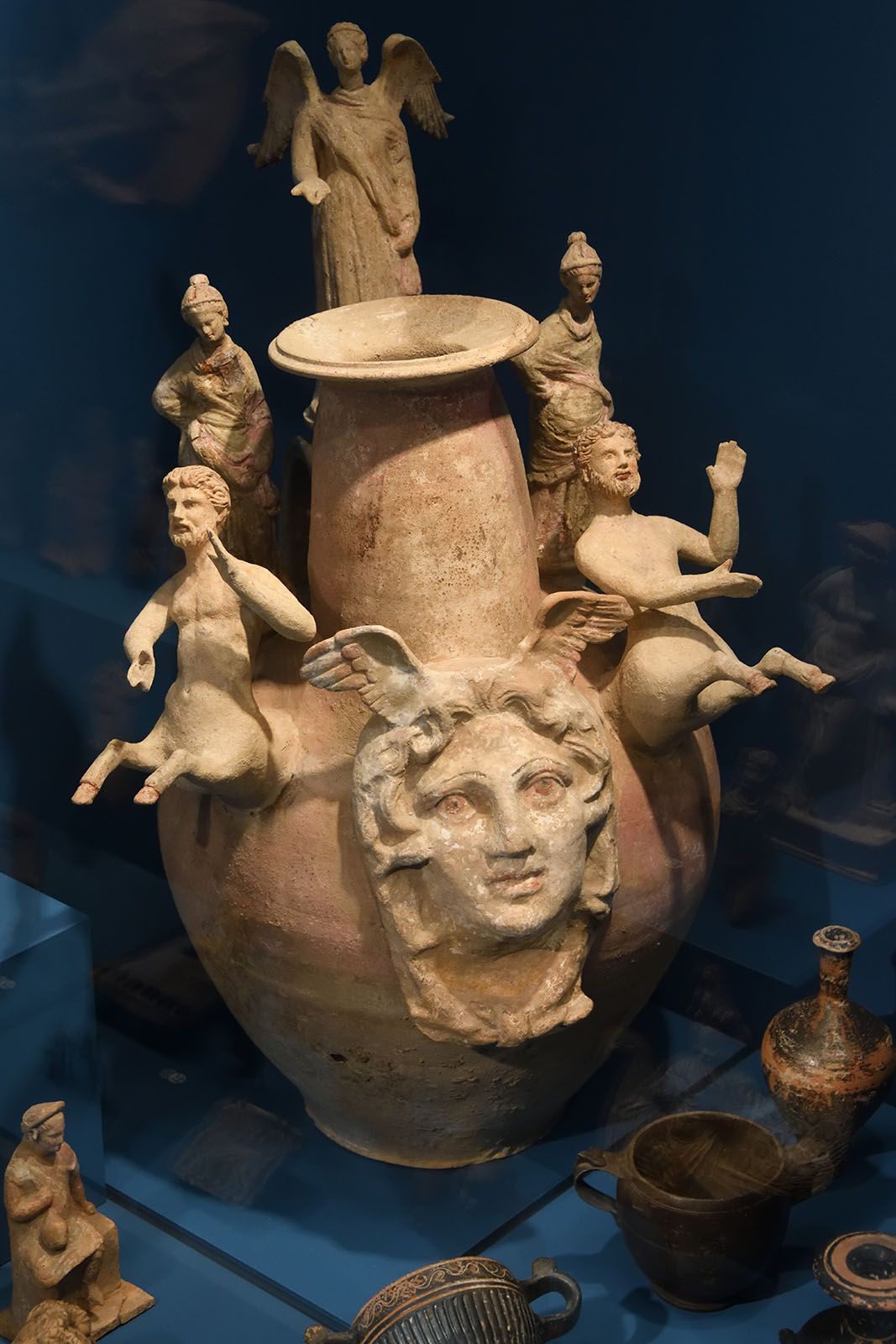
Canosiner Vase

Das antike Canusium war eine griechische Stadt, die zu einem Zentrum für die Keramikproduktion in der Magna Graecia wurde. In hellenistischer Zeit wurde für Grabstätten in ganz Apulien aufwändige, ausgeprägte Keramik hergestellt.
Die Stadt existiert spätestens seit dem 7. Jahrhundert v. Chr. Laut Gründungslegende soll Canosa, griechisch Kanousion, von Diomedes, einem Held des Trojanischen Krieges, gegründet worden sein. Im 4. Jahrhundert v. Chr. war die Stadt bereits von einer Stadtmauer gesichert und besaß eine Akropolis und eine Nekropole.
Im Jahre 318 v. Chr. verbündete sich die Stadt mit dem Römischen Reich und wurde als Canusium Garnisonsstadt. Im Jahr 88 v. Chr. stieg sie zum Municipium auf. Unter den Römern wurde sie ein Zentrum der Wollverarbeitung, und auch die Keramik aus der Gegend hatte einen guten Ruf. Im 2. Jahrhundert wurde Canosa unter Kaiser Antoninus Pius zur Colonia Aurelia Augusta Pia Canusium, 109 erreichte die Via Traiana die Stadt und 141 wurde ein Aquädukt zur besseren Wasserversorgung fertiggestellt. Im 3. Jahrhundert wurde sie Hauptstadt der römischen Provinz Apulia et Calabria.
343 erwähnen die Akten des Konzils von Serdica (heute Sofia in Bulgarien) den Bischof Stercorius aus Canosa. Auf den Bischof Sabinus (514–566) gehen das Battistero di San Giovanni und die auf den Grundrissen eines römischen Tempels errichtete Basilika San Leucio zurück.

### Mittelalter
Im frühen Mittelalter war Canosa eine wichtige Handelsstadt und wurde durch die Byzantiner besetzt, die 835 den ersten Erzbischof einsetzten. 845 wurde Canosa von den Arabern erobert und 867 von Kaiser Ludwig II. kurzfristig zurückerobert, bevor Sarazenen die Stadt 875/876 endgültig zerstörten. Ab dem 11. Jahrhundert gewann die Stadt unter den Normannen ihre frühere militärische Bedeutung zurück. Während des Kreuzzuges Friedrich II. beugte sie sich nicht dem Druck des Papstes und empfing den Kaiser nach seiner Rückkehr 1229. Unter den Anjou wurde Canosa mehrfach zerstört, 1502 von spanischen Truppen besetzt und gehörte danach verschiedenen Adelsgeschlechtern. Mehrfach wurde die Stadt auch durch Erdbeben zerstört.

### Moderne Zeit
Bis 2004 gehörte Canosa zur Provinz Bari, wurde dann aber mit sechs weiteren Orten dieser Provinz und drei Orten aus der Provinz Foggia der neu gebildeten Provinz Barletta-Andria-Trani zugeordnet.

## Sehenswürdigkeiten

### Antike Bauwerke
Seit dem 2. Jahrhundert führt über den Fluss Ofanto eine römische Steinbrücke, sie war Teil der Via Traiana. Die Brücke wurde im Mittelalter überarbeitet und bis in die 1970er-Jahre vom normalen Straßenverkehr benutzt.
Ebenfalls im 2. Jahrhundert wurde zu Ehren des Gaius Terentius Varro die Porta Varonne, ein Triumphbogen errichtet. Er erinnert an die Schlacht von Cannae.

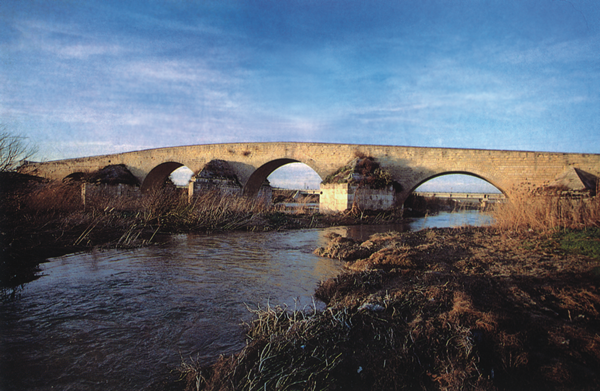
Römische Brücke
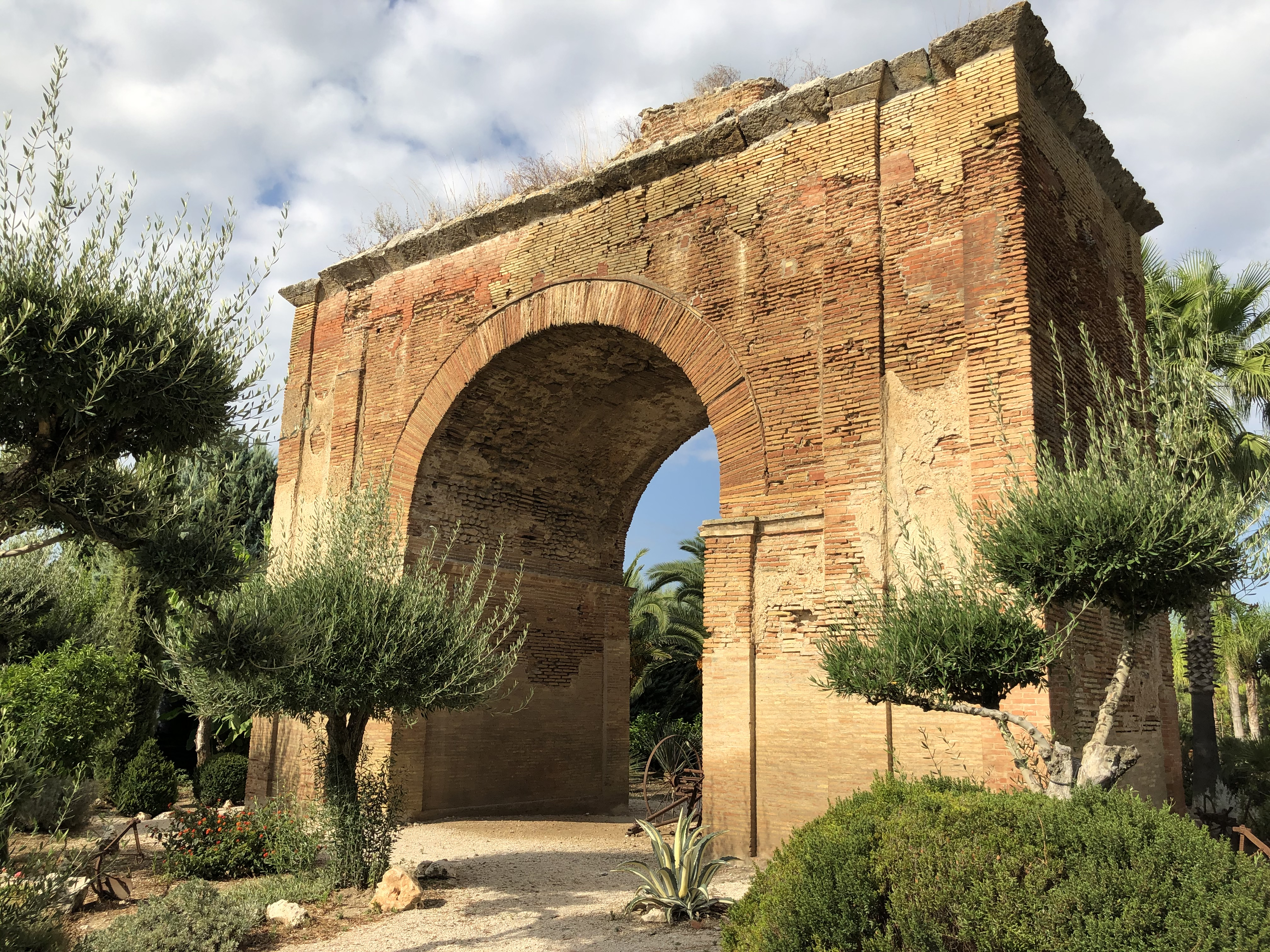
Porta Varonne
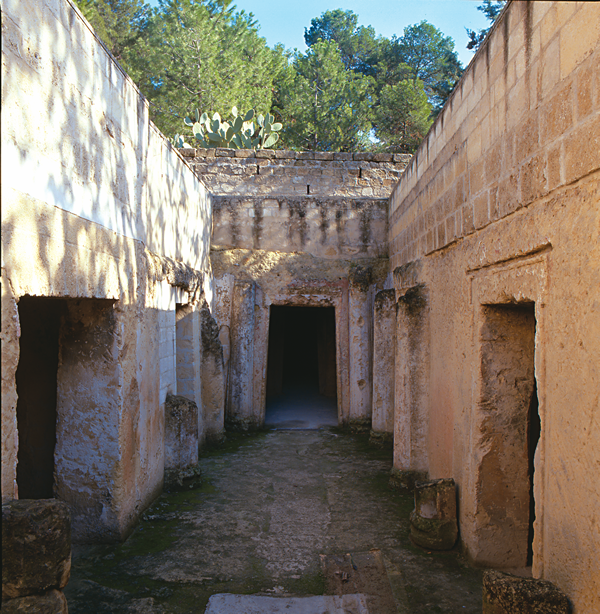
Lagrasta-Hypogäum
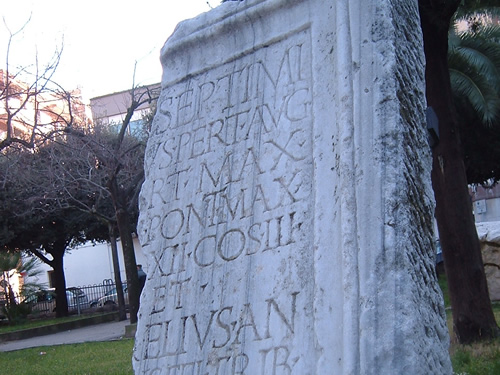
Römische Inschriften im Lapidarium

### Mittelalterliche Architektur
Zu den frühmittelalterlichen Stätten gehören die Basiliken San Leucio (ca. 4.–5. Jh.) und San Pietro (ca. 6. Jh.). Die erhaltene mittelalterliche Architektur aus dem 10. bis 12. Jahrhundert hat arabische, byzantinische und normannische Einflüsse, die für diese Region typisch sind.

#### Kathedrale San Sabino
Die Kathedrale San Sabino wurde unter der Herrschaft des langobardischen Herzogs Arichis II. errichtet (758–787). Sie hat einen Grundriss in Form eines Lateinischen Kreuzes mit einem tonnengewölbten Kirchenschiff, das von zwei Seitenschiffen und fünf charakteristischen Kuppeln flankiert wird. Umfangreiche Restaurierungsarbeiten nach einem Erdbeben im Jahr 1851 führten zu einem verlängerten Kirchenschiff und gaben ihr eine neoklassizistische Fassade. Skulpturen aus dem 11. Jahrhundert schmücken das Innere, darunter die Marmorkanzel (um 1060) von Acceptus, komplett mit einem Rednerpult, das von einem Adler auf einem menschlichen Kopf getragen wird. Der Bischofsthron aus Marmor, der auf einzigartige Weise von zwei Elefanten getragen wird, wurde von Romoaldus für Bischof Ursone angefertigt und gehört zu einer gesonderten Gruppe von Bischofsthronen in Süditalien.
Neben der Kathedrale befindet sich das Mausoleum von Bohemond I., ein quadratischer Bau mit dem Grundriss eines Griechischen Kreuzes und halbkugelförmiger Kuppel, welcher für den normannischen Prinzen und Anführer des Ersten Kreuzzuges geschaffen wurde. Seine Bronzetüren (um 1120) wurden von Roger aus Melfi gegossen, und sowohl die Türen als auch die Baustruktur lehnen sich an die byzantinische Architektur und islamische Bestattungssitten an.

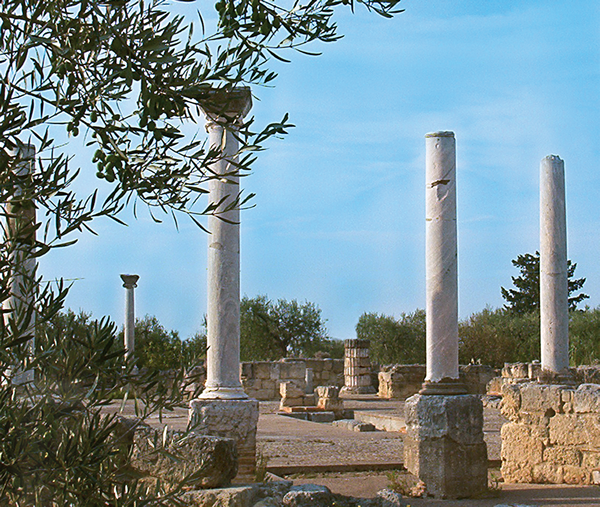
Überreste der Basilica San Leucio
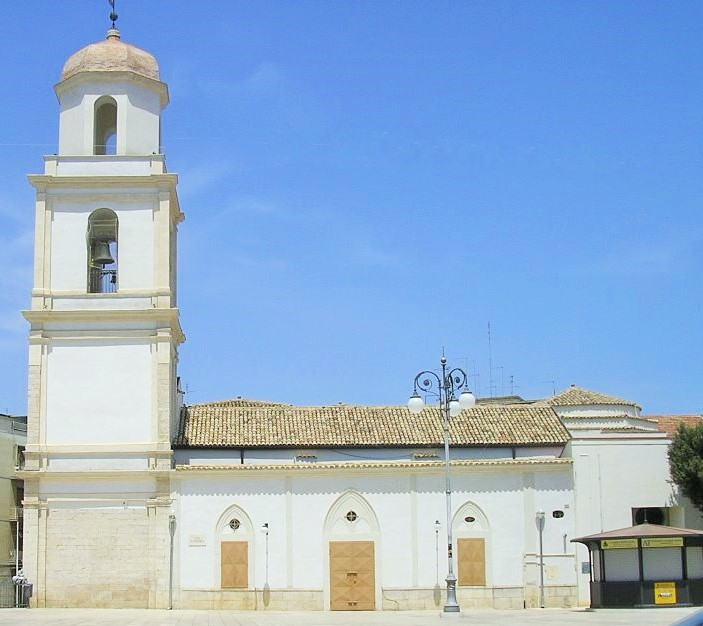
Kathedrale San Sabino
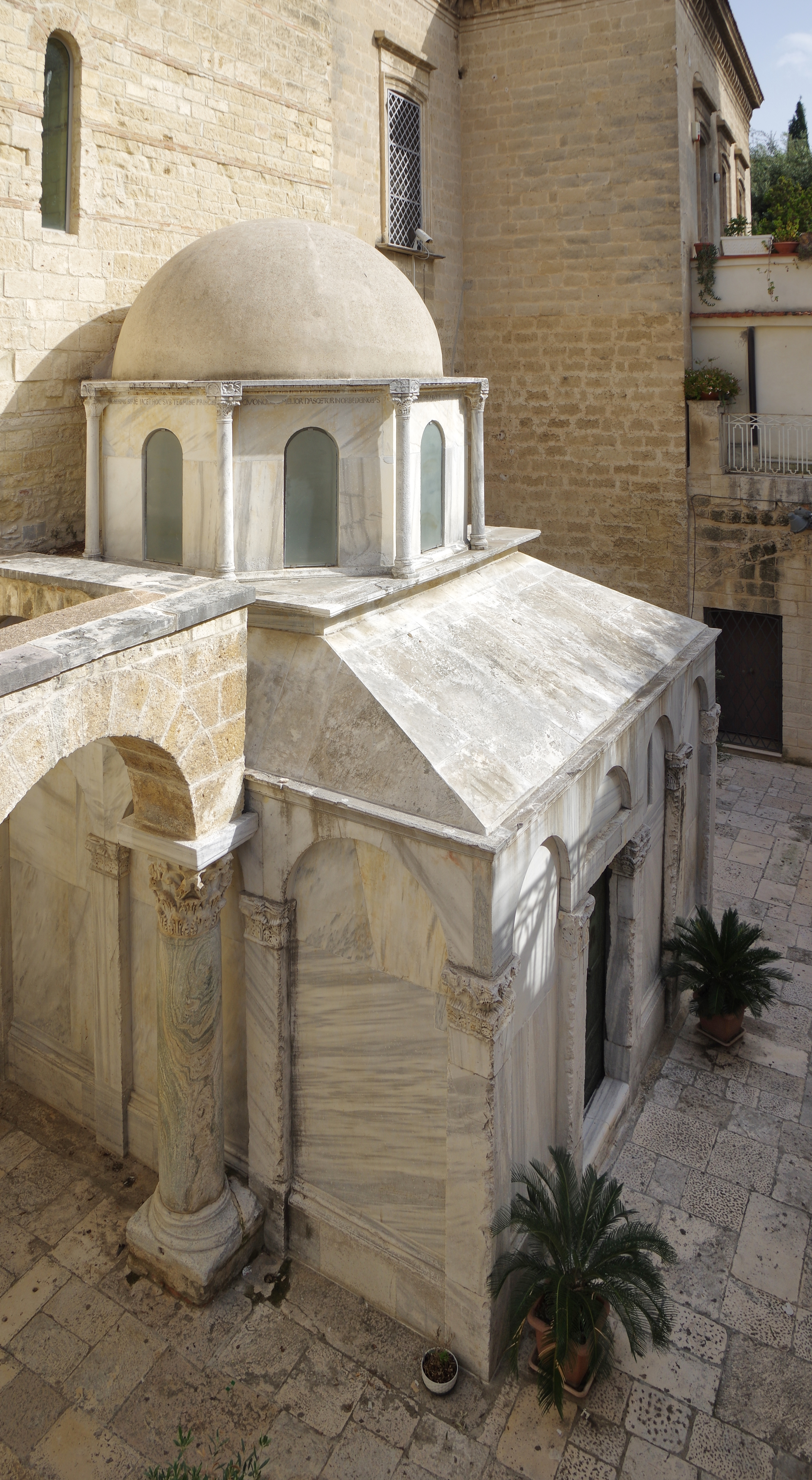
Mausoleum von Bohemund
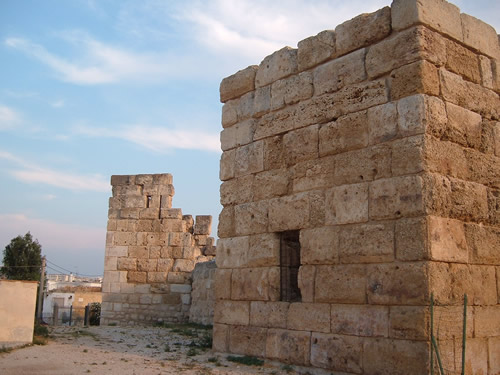
Castello

## Städtepartnerschaften
Partnerstädte Canosas sind
- Grójec, Polen
- Grinzane Cavour, Italien
- Torremaggiore, Italien
- Dubrovnik, Kroatien

## Persönlichkeiten
- Sabinus von Canusium († 566), Bischof von Canosa
- Mauro Carella (1888–1979), Pädagoge
- Francesco Minerva (1904–2004), römisch-katholischer Erzbischof von Lecce
- Stefania Sansonna (* 1982), Volleyballspielerin
- Paola Piazzolla (* 1996), Ruderin